# Rebelión de los actores de 1733

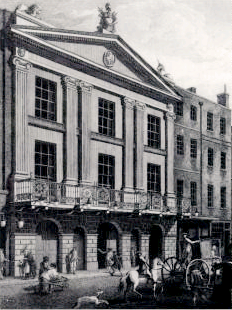
El teatro Drury Lane durante el siglo XVIII

La rebelión de los actores de 1733, fue un evento que tuvo lugar en el Teatro Drury Lane en Londres Inglaterra, cuando los actores que allí trabajaban desaprobaron los cambios en la gestión e intentaron tomar el control. Antes de la rebelión, el teatro estaba controlado por los gerentes Theophilus Cibber, John Ellys y John Highmore. Cuando Theophilus perdió su parte y se le denegó un intento de dirigir el teatro, él junto con otros actores, intentó hacerse cargo del teatro controlando el contrato de arrendamiento. Cuando los accionistas se dieron cuenta, se negaron a admitir a los actores en el edificio y el teatro estuvo cerrado durante varios meses. La pelea se extendió a los periódicos contemporáneos, que generalmente se alinearon con los gerentes.
El Teatro Drury Lane reabrió el 24 de septiembre de 1733, con una nueva compañía de actores aunque tenían menos experiencia y talento que la antigua compañía. La mayoría de los viejos actores se mudaron al Teatro Haymarket, aunque algunos permanecieron leales. Henry Fielding se puso del lado de los gerentes y produjo varias obras  para ayudar al teatro, aunque esto causó una reacción violenta cuando los actores rebeldes finalmente ganaron la disputa. A fines de 1733, los actores rebeldes lograron hacerse con el control legal de la propiedad del teatro y Highmore, el único administrador del teatro en ese momento, perdió todas las habilitaciones legales para detenerlos. En febrero de 1734, Highmore vendió sus acciones a Charles Fleetwood, que más adelante llegó un acuerdo con los actores, que así aseguraron su regreso.

## Antecedentes

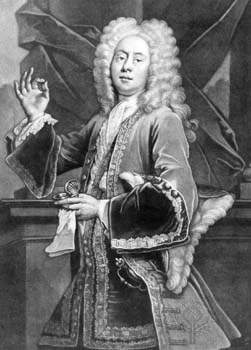
Colley Cibber

El Teatro Drury Lane era administrado por los titulares de una de las dos licencias oficiales, o patentes de letras, establecida por Carlos II en 1660. Entre 1693 y 1714 fue dirigido por Christopher Rich. Tras su muerte fue reemplazado por tres actores, Colley Cibber, Thomas Doggett y Robert Wilks. Después de que Doggett murió, Barton Booth se hizo cargo de su parte. En 1730, un aviso en el Daily Journal establecía que se emitiría una patente a nombre de Booth, Cibber y Wilks, autorizando la licencia oficial del gobierno para dirigir el teatro. Después de las demoras burocráticas, la patente oficial fue entregada a los tres gerentes en 1732, la cual debía durar 21 años. El 13 de julio de 1732, Booth, con problemas de salud, decidió vender la mitad de su parte a Highmore, un compañero actor y miembro de la alta sociedad. El 27 de septiembre, Wilks murió y su parte fue heredada por su viuda, quien luego autorizó a Ellys, una pintora a servir en su lugar. En reacción a los socios cambiantes, Colley Cibber alquiló su parte a su hijo Theophilus, un actor.
El nuevo grupo de administración tenía dos miembros, Highmore y Ellys, que eran incompetentes, y Theophilus Cibber, que era conocido por ser arrogante y volátil. A finales de 1732, había problemas con la gestión del teatro, que dio como resultado el fracaso de  Caelia: o, el amante perjurado, de Charles Johnson, el 4 de diciembre. El 8 de marzo de 1733 el periódico Grub-Street Journal aprovechó el evento para criticar a la gerencia del teatro: "Cuán insuficientes son los actuales gerentes de Drury Lane Playhouse para descargar su confianza como directores de nuestros entretenimientos públicos". El periódico no era el único en cuestionar al grupo y muchas obras de teatro pronto se cancelaron.
Las cosas se complicaron por las enfermedades masivas que se extendieron por Londres; la epidemia probablemente de gripe, redujo el número de actores capaces de trabajar y se cancelaron muchas obras de teatro. Incluso la obra The Miser, de Henry Fielding, que se estrenó a principios de enero, se pospuso debido a la mala salud de sus miembros del elenco, incluido Theophilus. The Miser se presentó nuevamente a mediados de febrero y tuvo éxito, pero otra de sus obras, Deborah: or, Wife for You All, se exhibió solo una noche, el 6 de abril de 1733. Independientemente de los problemas que afectaron a la temporada teatral, las presentaciones fueron positivas para Fielding, con seis de sus obras de teatro en el escenario, junto con La ópera de óperas, de Thomas Arne.

## Cambios de gestión
Highmore y Ellys, tanto caballeros como no actores, insistieron en participar activamente en todas las decisiones cotidianas relacionadas con la programación, la elección de obras de teatro, los gastos y el desempeño de los actores. Su estilo de gestión chocó con el de Theophilus, cuando se recuperó y regresó en febrero. Negaron su obra The Harlot's Progress y pusieron una de Ellys. La lucha entre los directivos coincidió con la escasa asistencia al teatro, tanto por la epidemia que sacudía a Londres como por efecto de otros teatros que atraían al público con actuaciones operísticas populares. La obra de Theophilus The Mock-Officer falló, lo que causó que Highmore y Ellys se volvieran aún más en su contra. Sin embargo, el 31 de marzo de 1733 The Harlot's Progress, basada en pintura del mismo nombre de William Hogarth, demostró ser muy exitosa y avergonzó a los otros dos gerentes.
Mientras Theophilus Cibber estaba disputando con Highmore y Ellys, Aaron Hill se interesó en asociarse al teatro. Anteriormente, Hill había sido socio del teatro hasta ser removido durante un disturbio de actores anterior, que tuvo lugar en junio de 1710. El 22 de marzo de 1733, Hill, en una carta a Benjamin Victor, un dramaturgo que había organizado la venta de las acciones de Booth a Highmore, criticó el hecho de que se le impidiera comprar la dirección del teatro y atacó a Theophilus. Ofreció 900 libras por tres años por las acciones de Booth y 1800 libras por las acciones de Mary Wilks. Las negociaciones continuaron hasta mayo, cuando fueron interrumpidas. Hester Booth, viuda de Barton Booth, vendió las acciones restantes a Henry Giffard, el gerente de Goodman's Fields Theatre, pocos días después de la muerte de su esposo, el 10 de mayo.
En este momento, muchos de los socios, incluidos Wilks, Ellys y Colley Cibber, ya no querían formar parte del teatro y trataban de vender sus acciones. Cuando Colley intentó alquilar su parte a su hijo por 300 libras al año, Highmore se dirigió a Colley para comprarlas. La noticia de la venta de las acciones de Colley a Highmore apareció por primera vez en el Daily Post del 27 de marzo de 1733. El precio de venta fue de alrededor de 3000 guineas y 3500 libras. Theophilus estaba molesto porque su padre le había vendido su parte a Highmore en lugar de seguir alquilándole a él. Esa parte del título de propiedad, como Theophilus creía, era su "derecho de nacimiento".

## Rebelión
En primer lugar, Theophilus intentó trabajar con Highmore y le pidió que administrara las operaciones del teatro. Sin embargo, fue rechazado, lo que lo llevó a provocar a que los actores hicieran una rebelión. Muchos de los actores estaban molestos por los cambios de gestión y por las operaciones del teatro. Highmore no tenía experiencia en teatro, se negó a escuchar las ideas de los actores y redujo sus salarios a la mitad. En cambio, Theophilus era conocido como un gerente exitoso y un buen actor. El plan de los actores rebeldes era hacerse cargo del contrato de arrendamiento y luego negar el uso del edificio a los accionistas, que no poseían el complejo en el que establecían su escenario. Los actores utilizarían entonces su control sobre el edificio para negociar el alquiler de la patente para que pudieran controlar cómo funcionaba el teatro.
Cuando los actores intentaron alquilar el edificio, los accionistas restantes se enteraron. Respondieron rechazando la entrada a los actores. El edificio fue cerrado y por un tiempo no se realizaron obras de teatro. De acuerdo con el Daily Post del 29 de mayo de 1733:

"La ocasión de la que se nos informa fue que, a la medianoche del sábado pasado, varias personas tomaron posesión de la misma, por dirección de alguno de los titulares de las patentes, y cerraron y barricaron todas las puertas y entradas a la misma, contra toda la Compañía de Comediantes de su Majestad, como también contra el Sr. Cibber, a pesar de que había pagado a uno de los titulares de las patentes muchas libras por un tercio de la parte de la patente y todos los derechos y privilegios anexados, por un cierto plazo aún no vencido."

Los actores presentaron una petición a Charles FitzRoy, el Lord Chambelán, y le pidieron que resolviera la disputa, pero él se negó a involucrarse en el asunto. A principios de junio, los actores tenían el control del teatro a través del contrato de arrendamiento, pero la administración se negó a irse. Los actores trataron de solicitar que la administración fuera removida legalmente de la propiedad, pero el sistema judicial tardó en responder.
La administración siguió causando problemas a varios actores, incluido Benjamin Griffin, que fue despedido del teatro el 4 de junio de 1733. Griffin respondió en el Daily Post del 11 de junio de 1733 con una historia de los eventos desde que comenzaron en 1721 hasta su remoción. Allí acusó a la dirección de maltrato y escribió:

"Podría darle al público muchas instancias de la mala gestión de los caballeros y de las lesiones hechas a la compañía esta temporada en su dirección. Pero cuando afirmo que no tienen experiencia, conocimiento, capacidad, reunión, formación, entretenimiento, gobierno, privilegio y mantenimiento de una compañía de comediantes ... más que la posibilidad de comprar la patente [... ] es una verdad que si alguien no cree ahora, estoy seguro de que en muy poco tiempo estarán completamente convencidos."

## Respuesta contemporánea
Muchos de los periódicos locales respondieron rápidamente a la rebelión. Un artículo en The Craftsman, con fecha del 2 de junio de 1733, describió al grupo como «actores malcontentos» que se ocupaban con un motín. El 7 de junio, el Grub-Street Journal declaró, en un artículo de Musaeus, que Theophilus era un egoísta. Otro artículo en el Grub-Street Journal, de Philo Dramaticus, atacó a la gerencia por no entender cómo se supone que funcionaban los teatros. Los gerentes fueron los primeros en expresar su defensa y argumentaron que todo lo que hicieron era correcto y que los actores no tenían motivos para quejarse, especialmente por el trato que recibían.
Los actores respondieron más tarde, en junio, con una carta de Theophilus Cibber, «Comediante», a John Highmore, abogado. En la misiva, Theophilus Cibber enfatizaba la incapacidad de la administración para dirigir el teatro de forma efectiva, afirmaba que actuaban como tiranos y alegaba que injustamente habían rechazado la oferta de los actores de alquilar la patente. Esto no calmó la disputa; en cambio, el Grub-Street Journal del 14 de junio de 1733 impremió parte del Esopo de John Vanbrugh, una obra que criticaba la rebelión de actores que tuvo lugar en 1695. El 26 de junio, el Grub-Street Journal, en un artículo de Musaeus, afirmaba que muchos de los problemas de los que los actores se quejaban eran causados por gerentes anteriores, que también eran actores y no por la gerencia actual, que estaba compuesta por personas de afuera. Además, Musaeus aseguraba que los actores en general no eran aptos para dirigir el teatro.
Un panfleto titulado An Impartial State of the Present Dispute Between the Patent and Players se publicó a fines del verano de ese año, en el que se atacaba a los actores. El panfleto afirmaba: 

"Todos los hombres de sentido e integridad parecen estar completamente convencidos de que a los dueños de las patentes del teatro real en Drury Lane les han hecho una gran injusticia con el último intento de parte de su propia compañía para defraudarlos de su propiedad".

Los actores respondieron en un artículo publicado en el Daily Journal del 26 de septiembre. También durante el verano, Edward Phillips produjo The Stage-Mutineers, una obra que comenzó el 27 de julio y se presentó solo doce noches. La obra se burlaba de los actores, escritores y la gerencia en general. A pesar de que fue atacado en el Grub-Street Journal del 9 de agosto, el historiador de teatro Robert Hume describió la obra como «material inofensivo». Luego de eso, Fielding se burló personalmente de Crambo, uno de los personajes de la obra, ya que se había sentido ofendido por el que consideraba un retrato de su persona.

## Reapertura
El teatro reabrió el 24 de septiembre de 1733 con una nueva compañía de actores. La mayoría de los actores rebeldes se unieron al Teatro Haymarket y comenzaron a producir obras el 26 de septiembre. Aunque el teatro Drury Lane tenía actores de reemplazo de menor talento y algunos miembros leales y experimentados, Henry Fielding se unió al lado de la administración en la disputa. De los 15 actores leales que se quedaron en Drury Lane, solo algunos, como Kitty Clive, Christiana Horton, William Mullart y Charles Stoppelaer, fueron notables. Según se informa, durante ese periodo Highmore estaba perdiendo de 50 a 60 libras a la semana. Victor, en sus relatos de la época, escribió:

"Por supuesto que en esta condición debilitada el negocio fracasó; dado que solo se podía esperar que una compañía de actores muy moderada trajera audiencias pobres, especialmente mientras el grupo [de los rebeldes] prevalecía y las obras se actuaban mucho mejor en el Haymarket. La consecuencia inevitable y melancólica de este procedimiento fue que hubo un balance negativo todos los sábados por la mañana en la oficina del administrador, de cincuenta o sesenta libras; y su orgullo, así como su honor, estaban demasiado preocupados como para no ser prudentes de la deficiencia de cada semana con la máxima exactitud."

En tales condiciones, Giffard vendió sus acciones y entregó el control total del teatro a Highmore. Hill fue contratado para trabajar con los actores en Drury Lane para el otoño de 1733, pero el teatro aún estaba decayendo a finales de año.

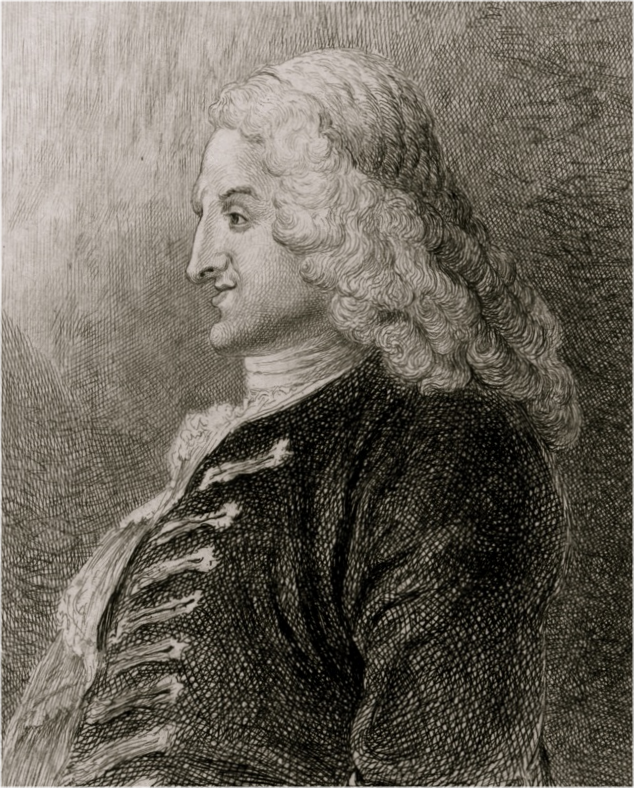
Henry Fielding

Para ayudar al teatro, Fielding revisó su obra The Author's Farce y The Intriguing Chambermaid. The Miser, también de Fielding, se representó el 27 de octubre de 1733 con el rey, la reina y muchas familias nobles presentes. Después de esto, Fielding produjo The Universal Gallant: or The Different Husbands, que no se exhibió hasta febrero de 1735. Charles Woods, estudioso del teatro del siglo XX, cree que Fielding se unió a la dirección del Drury Lane porque eran «personas» cuyas inversiones legítimas estaban siendo puestas en peligro. Fielding más tarde atacó a Theophilus en una versión revisada de su obra The Author's Farce que se presentó a partir del 15 de enero de 1734. Esto causó una reacción contra él después de que los actores rebeldes finalmente ganaran la disputa, por lo que le resultó más difícil realizar representaciones teatrales.
Theophilus, a través de su padre, solicitó al Lord Chamberlain durante el verano que se le otorgara una nueva licencia, pero fue rechazado. Después de esto, lo solicitó a Charles Lee, el Maestro de los Revels, y recibió una licencia para realizar espectáculos teatrales a cambio de un pago, a pesar de que la licencia no tenía autoridad legal. Esto provocó críticas contra Lee en el Daily Post del 29 de septiembre de 1733 sobre la emisión de la licencia, que fue calificada simplemente como una "estratagema de los actores". El 30 de octubre, la dirección del Drury Lane envió una carta al veterano actor John Mills y a otros rebeldes amenazando con nuevas acciones legales en relación con su teatro sin licencia. Después de que Theophilus respondiera con un reclamo de que estaba actuando dentro de la ley, la administración y John Rich, gerente del Royal Opera House, exigió que los tribunales cerraran los teatros sin licencia. Una audiencia del 5 de noviembre estableció una fecha para un juicio, pero el caso se vino abajo antes de que se debatiera sobre la redacción técnica de una ley que entraba en conflicto con la solicitud original de los gerentes de teatro con licencia.
El 12 de noviembre se llevó a cabo un juicio en el que los actores rebeldes demandaron a la gerencia del King's Bench por la ocupación del edificio de la administración por parte de los actores que controlaban el contrato. El juicio, bajo el presidente del Tribunal Supremo Philip Yorke, resultó en un fallo a favor de los actores, a los que se les concedió el control de la construcción del teatro en marzo de 1734. Highmore, en respuesta, pidió una acusación contra John Harper, uno de los actores rebeldes, por ser un vagabundo, y Harper fue enviado a la prisión del Palacio de Bridewell. Esto provocó una reacción negativa del público y la acción fue atacada en el Daily Post del 16 de noviembre. Finalmente, un recurso de habeas corpus fue emitido el 20 de noviembre y fue liberado sin que se hubiera intentado un caso en su contra. Al no tener otro recurso, Highmore comenzó a negociar la venta de la licencia del teatro. Charles Fleetwood compró ambas partes de la licencia de Highmore y Wilks el 24 de enero de 1734. El 2 de febrero, el Daily Courant anunció que Fleetwood solicitaba la devolución de los actores rebeldes. Se llegó a un acuerdo para aumentar los salarios y la promoción de Theophilus a subgerente del teatro. Los actores finalmente tomaron el control del teatro Drury Lane el 8 de marzo de 1734, marcando el final de la rebelión.